# Ruth Kearney
Ruth Delia Kearney (Londres, 11 de noviembre de 1984)   es una actriz irlandesa nacida en Reino Unido, conocida por sus papeles de Jess Parker en Primeval, Daisy en The Following, y London en Flaked.

## Primeros años
Kearney nació en Londres, Inglaterra de padres irlandeses, antes de trasladarse a Dublín, Irlanda a la edad de cinco años. Asistió a St. Andrew‘s College, Blackrock y luego pasó a estudiar drama y clásicos en el Trinity College, Dublín, graduándose con honores, antes de pasar a capacitarse en el Bristol Old Vic Theatre School, graduándose en 2009. Su carrera comenzó en el teatro, con actuaciones en producciones como: Man of Mode junto a Antonia Thomas y Theo James, On the Razzle, Three Sisters, Oh! What a lovely War! y Otelo.

## Carrera
Kearney es conocida por su papel protagónico de Jess Parker en Primeval, Se unió al reparto en 2011 y apareció tanto en la cuarta como en la quinta temporada de la serie.
En 2014, hizo un cameo en Tyrant, haciendo el papel de Katharina.
En 2015 Kearney interpretó el papel de Daisy Locke en la temporada 3 de The Following.
Fue la protagonista de la comedia de Netflix, Flaked junto a Will Arnett y David Sullivan. La serie se estrenó el 11 de marzo de 2016 con los ocho episodios siendo lanzados al mismo tiempo.
Flaked volvió para una segunda temporada en 2017. Ruth Kearney también hizo un cameo en Get Shorty como Becca Morgan; su primer episodio fue estrenado en septiembre de 2017.
En 2019 interpretó el papel de Eliza Campion en la primera temporada de Sanditon.

## Vida personal
Kearney mantiene una relación con el actor Theo James desde 2009. Se conocieron en el Bristol Old Vic Theatre School. Se casaron el 25 de agosto de 2018 en el Ayuntamiento de Islington. En 2020 la pareja dio la bienvenida a su primera hija y en septiembre de 2023 tuvieron a su segundo hijo.

## Filmografía
| Año   | Película                       | Papel                 | Notas                                                       |
| ----- | ------------------------------ | --------------------- | ----------------------------------------------------------- |
| 2009  | Gracie!                        | Miriam                | Serie de televisión                                         |
| 2010  | Primeval                       | Jessica 'Jess' Parker | Episodios en línea                                          |
| 2011  | Primeval                       | Jessica 'Jess' Parker | Serie de televisión (13 episodios: 2011-2012)               |
| 2011  | Holby City                     | Jenny Proctor         | Serie se televisión (2 episodios)                           |
| 2011  | Fast Freddie, The Widow and Me | Stacey                | Película de televisión                                      |
| 2013  | Jet Stream                     | Angel                 | Película de televisión                                      |
| 2014  | Tyrant                         | Katharina             | Serie de televisión (2 episodios: 2014)                     |
| 2015  | The Following                  | Daisy                 | Serie de televisión (Recurrente Temporada 3 - 11 episodios) |
| 2016- | Flaked                         | London                | Serie de televisión (Reparto principal - 14 episodios)      |
| 2017  | Get Shorty                     | Becca Morgan          | Serie de televisión (3 episodios)                           |
| 2019  | Sanditon                       | Eliza Campion         | Serie de televisión (1 episodio)                            |